# Erhard Barg
Erhard Barg (* 1544 in Schwäbisch Gmünd; † nach 1603) war ein deutscher Bildhauer der Renaissance, ein „Meister des Epitaphs“ (Kissling).

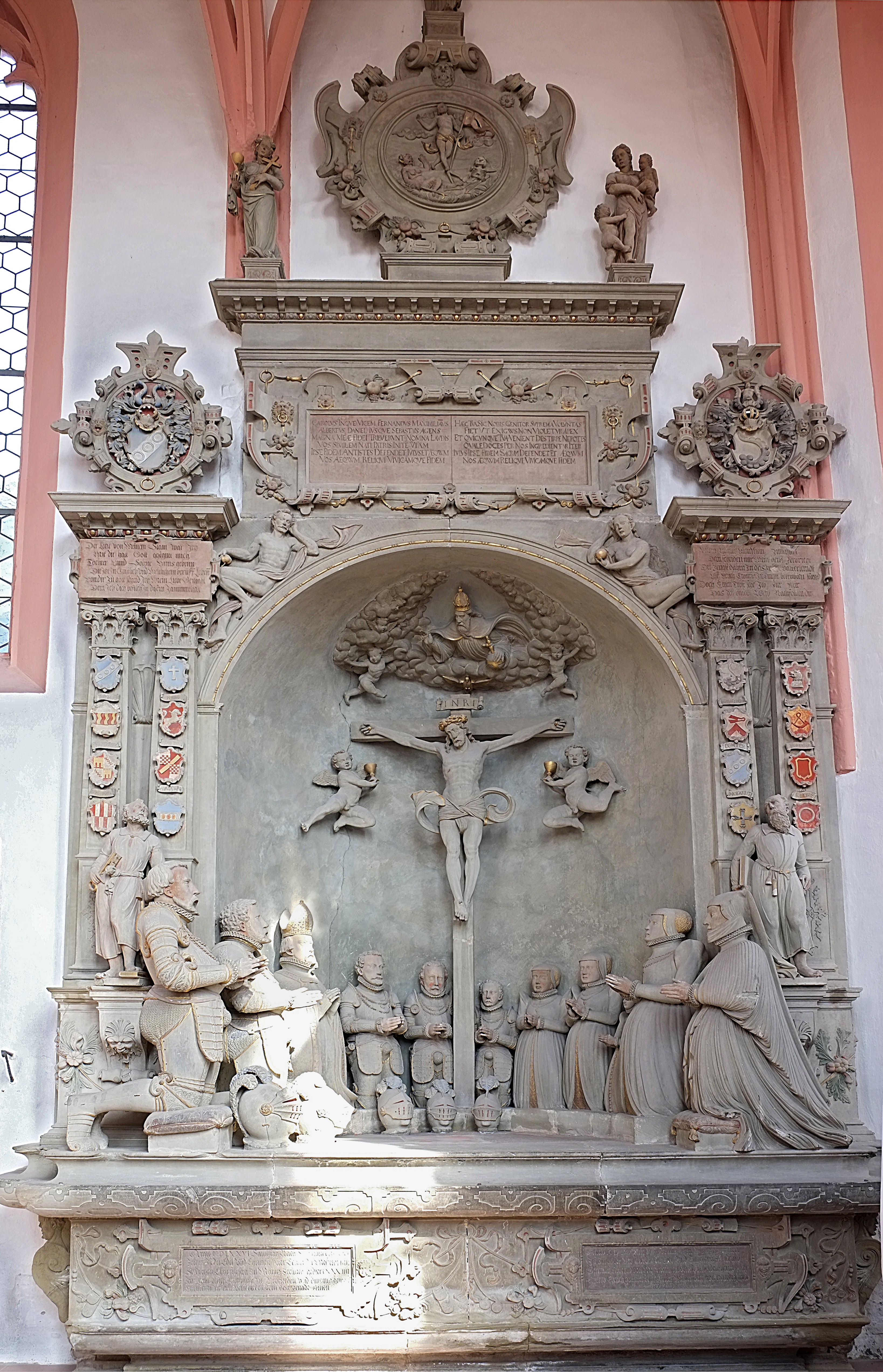
Epitaph für Peter III. Echter und Gertraud von Adolzheim in Hessenthal

## Leben
Barg, beeinflusst von Sem Schlör, lebte überwiegend in Schwäbisch Hall, wirkte aber auch in Würzburg und Aschaffenburg, im mainfränkischen und hessischen Gebiet, zuletzt 1604 in Mergentheim.
Eines seiner bedeutendsten Werke ist das große Wandgrabmal der Familie von Rechberg in der Cyriakuskirche von Schwäbisch Gmünd-Straßdorf. Von ihm stammen auch die Grabmale von Erasmus Neustetter genannt Stürmer im Würzburger Dom und von Daniel Echter von Mespelbrunn († 1582) in der Würzburger Franziskanerkirche Heilig Kreuz.

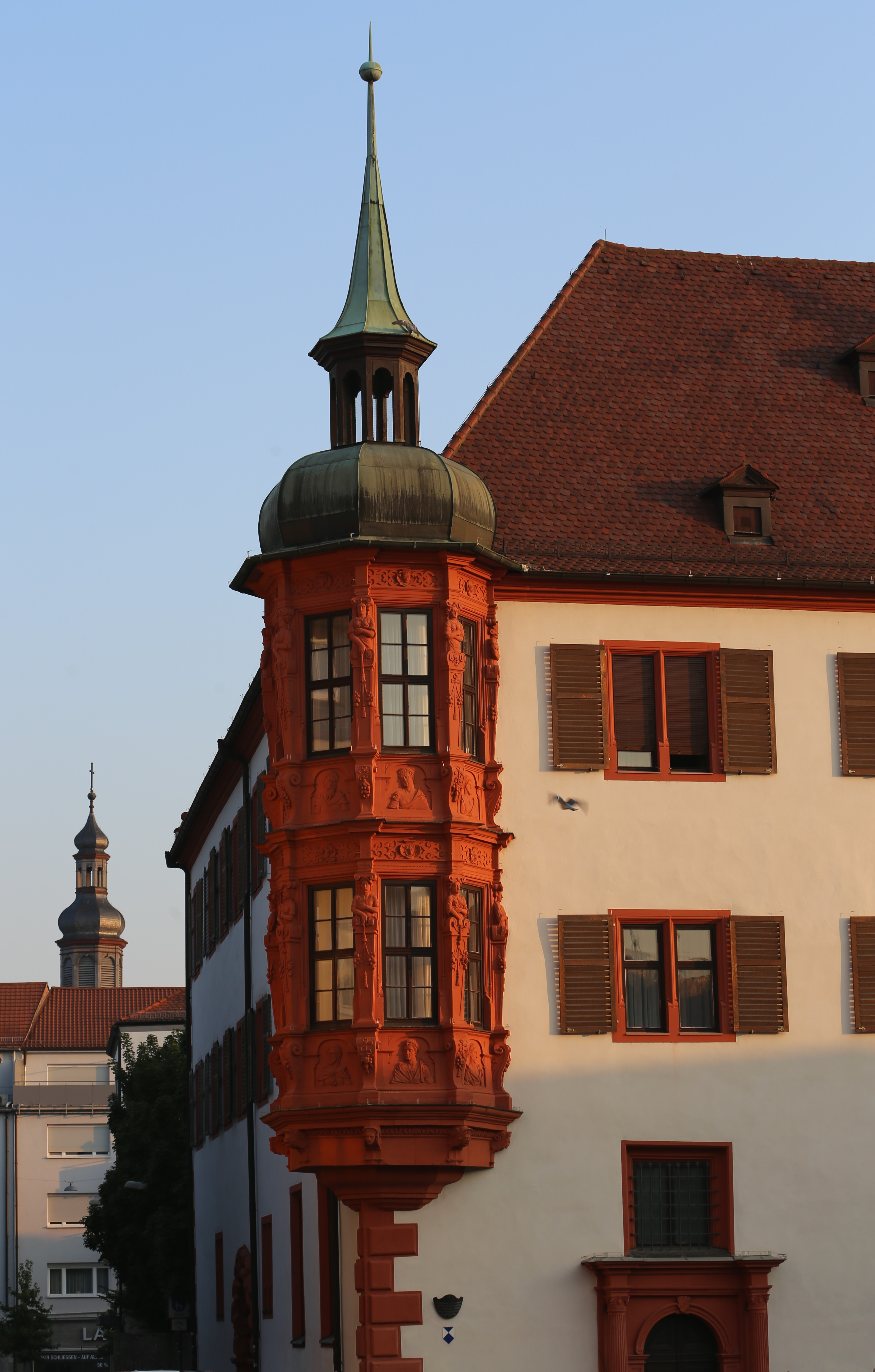
Erker des Bischofspalais in Würzburg, Domherrenhof (Kurie) von 1588 bis 1609

Seine Würzburger Werke sind beeinflusst durch die Brüder Georg und Johann Robin, mit denen er während seiner Tätigkeit am Bau der Alten Universität zusammengetroffen war. Auch der im Auftrag des Domherrn Julius Ludwig Echter von Mespelbrunn (ein Neffe von Julius Echter) angebrachte bauplastische Schmuck am Erker des heutigen Würzburger Bischofspalais (ehemalige Curia Conti) wird Barg zugeschrieben.
Weiteres Werk: Grabdenkmal des Grafen Georg III. von Erbach in der Stadtkirche zu Michelstadt (um 1605).